# Józef Mandziuk
Józef Mandziuk (ur. 10 sierpnia 1941 w Jackówce w ówczesnym woj. stanisławowskim) – polski duchowny katolicki, prezbiter, historyk Kościoła katolickiego, profesor nauk humanistycznych.

## Życiorys
Dzieciństwo spędził w rodzinnych stronach. Był drugim z trojga dzieci. Jego ojciec, Michał, był cieślą, zaś matka prowadziła gospodarstwo domowe. Podczas II wojny światowej stracił ojca, który zmarł w szpitalu po odniesionych na froncie pod Wadowicami ranach. W dobie powojennych przesiedleń znalazł się na Dolnym Śląsku. Ukończył I Liceum Ogólnokształcące im. Henryka Pobożnego w Legnicy oraz Metropolitalne Wyższe Seminarium Duchowne we Wrocławiu. Święcenia kapłańskie przyjął 27 czerwca 1965 w Legnicy, z rąk biskupa Wincentego Urbana. Posługiwał jako wikariusz we Wrocławiu-Leśnicy (1965–1966) oraz w Złotym Stoku (1967–1974). Na przełomie lat 60. i 70. studiował w Akademii Teologii Katolickiej w Warszawie. Tam też obronił doktorat w 1974 i habilitację w 1985 z historii. Od 1993 był profesorem nadzwyczajnym tej uczelni. W 1997 otrzymał tytuł profesora nauk humanistycznych.
Równolegle z działalnością na ATK spełniał obowiązki kapłańskie w swojej archidiecezji, m.in. jako sędzia prosynodalny we Wrocławiu (1978–1988). 
Był także adiunktem na Papieskim Fakultecie Teologicznym we Wrocławiu (1980–1986).
Wykładał historię Kościoła na Uniwersytecie Kardynała Stefana Wyszyńskiego w Warszawie, gdzie był kierownikiem Katedry Historii Nowożytnej na Wydziale Nauk Historycznych i Społecznych. W 2000 objął stanowisko profesora zwyczajnego UKSW. Został nauczycielem akademickim Politechniki Rzeszowskiej w Zakładzie Nauk Humanistycznych na Wydziale Zarządzania i Marketingu.
Wypromował ponad 60 doktorów.
Głównym tematem badawczym Józefa Mandziuka jest historia Kościoła na Śląsku ze szczególnym uwzględnieniem bibliofilstwa i bibliotekoznawstwa kościelnego. Był redaktorem naczelnym czasopisma „Saeculum Christianum”, w którym dominuje tematyka religijno-społeczna.
W 2015 otrzymał tytuł honorowego obywatela gminy Złoty Stok.

## Odznaczenia
- Złoty Krzyż Zasługi – 2005[3]

## Wybrane publikacje
- Dzieje Biblioteki Parafialnej w Nysie (Warszawa 1974)
- Katalog ruchomych zabytków sztuki sakralnej w Archidiecezji Wrocławskiej, t. I (Wrocław 1982)
- Karol Franciszek Neander biskup sufragan wrocławski (1626–1693) i jego księgozbiór (Warszawa 1985)
- Słownik polskich teologów katolickich, t. VIII: 1981–1993 (Kraków 1995); t. IX: 1994–2003 (Warszawa 2006)
- Ks. Bertold Altaner (1885–1964) – wybitny patrolog wrocławski: szkic biograficzny (Katowice 1985)
- Duchowni bibliofile na Śląsku w XVII wieku (Wrocław 1987)
- Początki nuncjatury w Polsce (Warszawa 1992)
- Sakralna sztuka gotycka na Śląsku (Wrocław 1993)
- Bibliografia prac ks. prof. dra hab. Janusza Stanisława Pasierba (Warszawa 1994)
- Bibliografia prac ks. prof. dra hab. Mariana Banaszka (Warszawa 1994)
- Kościół katolicki na Śląsku pod panowaniem habsburskim (Warszawa 1994)
- Słownik Księży Pisarzy Archidiecezji Wrocławskiej 1945–1992 (Warszawa 1997)
- Kult maryjny we Wrocławiu, Wydawnictwo Akademii Teologii Katolickiej, Warszawa 1997,  ISBN 8370720781
- Kult Matki Bożej Łaskawej w Krzeszowie (Warszawa 1997)
- Franciszkanie konwentualni we Wrocławiu (Wrocław 1997)
- Dzieje Akademii Teologii Katolickiej w Warszawie 1954–1999 (Warszawa 1999)
- Historia Kościoła katolickiego na Śląsku, t. I, cz. 1–3: Średniowiecze (Warszawa 2003–2005)
- Historia Kościoła katolickiego na Śląsku, t. II: Czasy reformacji, reformy katolickiej i kontrreformacji (Warszawa 1995)
- Historia Kościoła katolickiego na Śląsku, t. III, cz. 1-4: Czasy nowożytne (Warszawa 2007, 2008, 2009, 2010)
- Historia Kościoła katolickiego na Śląsku, t. V: Tablice chronologiczne (Warszawa 2000)
- Historia Kościoła katolickiego na Śląsku, t. I, cz. 1, wyd. 2 poszerz., Warszawa 2010 (wydanie bibliofilskie).
- Ocalić od zapomnienia, profesorowie Akademii Teologii Katolickiej w Warszawie we wspomnieniach wychowanków (Warszawa 2002)
- Postacie Kościoła katolickiego na Śląsku, Warszawa 2016, ISBN 9788378211358
- 1050-lecie chrztu Polski (Warszawa 2016)
- Rosja i Rosjanie w XX stuleciu w świetle objawień fatimskich (Warszawa 2017)

Ponadto jest autorem wielu artykułów i recenzji zamieszczonych w czasopismach naukowych i religijnych, dotyczących głównie historii Kościoła na Śląsku, a także współczesnych zagadnień religijnych.